# UFC 146
UFC 146: dos Santos vs. Mir foi um evento de artes marciais mistas organizado pelo Ultimate Fighting Championship. O evento ocorreu em 26 de maio de 2012 na MGM Grand Garden Arena em Las Vegas, Nevada.

## Background
O campeão de Pesos Pesados  Junior dos Santos fez a luta principal do card da noite contra Frank Mir, onde venceu de forma arrasadora. Em primeiro momento, Alistair Overeem seria o desafiante, porém foi pego no exame anti-doping e o presidente da organização, Dana White moveu Frank Mir como desafiante ao cinturão, e Cain Velasquez, que seria o adversário de Frank Mir no co-evento, com Antônio Pezão como seu adversário. 
Após se lesionarem, Gabriel Gonzaga e Evan Dunham foram substituídos neste card, por Dave Hermann (Card 21-3) e Jamie Varner (card 19-6-1) respectivamente, alterando ainda mais o evento marcado para o dia 26 de maio.

## Card Oficial
Nota 1 Pelo Cinturão Peso-Pesado do UFC.

## Repercussão negativa em emissora
O main-event (evento principal) do UFC 146 foi anunciado pela TV Globo para ser transmitido ao vivo, logo após o Supercine (sessão de filmes). Entretanto, as lutas do card principal, acabaram sendo muito rápidas, o que fez com que main-event acontecesse por volta da meia-noite, quando a expectativa era de acontecer por volta das 01:30 da madrugada. Dessa forma, a TV Globo não transmitiu o evento ao vivo, embora tenha anunciado-o assim, pois o narrador Sérgio Maurício anunciou que o evento era ao vivo no início da transmissão pela emissora, e só passou o reprise após o Supercine terminar, o que gerou estrondosa repercussão negativa pra emissora, pois os telespectadores ficaram revoltados nas mídias sociais, alcançando o 1º lugar dos trending topics mundiais do twitter e permanecendo por várias horas na liderança dos trending topics brasileiros, com a expressão "#globofail". Rapidamente, tal expressão alcançou aos internautas, que o difundiram com enorme velocidade nas já mencionadas mídias. Vários internautas, através do twitter, pediram ao presidente do UFC, Dana White tomar posição sobre o ocorrido. Tal acontecimento teria se repetido no UFC 148, na luta entre Anderson Silva e Chael Sonnen.

## Bônus da Noite
Os lutadores receberam US$ 70 mil em bônus.
- Luta da Noite (Fight of the Night): Não houve o prêmio "Luta da Noite"
- Nocaute da Noite (Knockout of the Night):  Roy Nelson,  Dave Herman
- Finalização da Noite (Submission of the Night):  Stefan Struve,  Paul Sass